# Distretto di Lodi (1805)
Il distretto di Lodi era uno dei distretti in cui si suddivideva il dipartimento dell'Alto Po del Regno d'Italia (1805-1814). Esistette dal 1805 al 1815.

## Suddivisione
Il distretto era suddiviso nei seguenti cantoni:
- cantone I di Lodi, comprendente il comune di Lodi, i chiosi di Porta Regale, di Porta Cremonese, di Porta d'Adda, e i comuni di Agnadello, Andreola, Bagnolo, Boffalora, Casaletto, Corte del Palasio, Dovera, Fracchia, Gradella, Gugnano, Lodi Vecchio, Nosadello, Pandino, Pezzolo de' Codazzi, Pezzolo di Tavazzano, Roncadello, Salerano, Santa Maria di Lodi Vecchio, Santa Maria in Prato, San Zenone, Spino, Tormo, Torre de' Dardanoni, Vigadore, Villa Rossa;[1]

E i cantoni di Paullo, Sant'Angelo, Borghetto, Casalpusterlengo e Codogno.